# Česká jeskyně
Česká jeskyně (anglicky Bohemia cave) se nachází v severní části novozélandského Jižního ostrova v oblasti Mount Owen. Jeskyně byla objevena v roce 1990 českými speleology, délka jeskyně dosahuje 10,6 km a hloubka pak 713 m. Jeskyně má překrásnou aragonitovou výzdobu, největší prostora jeskyně zvaná Sen Albeřických jeskyňářů s délkou 810, šířkou 50–110 m a výškou 4–20 m je jednou z největších jeskynních prostor světa.
Poblíž jeskyně se u Bulmerova jezera nachází 39 km dlouhá Bulmerova jeskyně, nejdelší jeskyně Nového Zélandu.